# باربی شو
شو شی‌یوان (چینی: 徐熙媛; پین‌یین: Xú Xīyuán؛ ۶ اکتبر ۱۹۷۶ – ۲ فوریهٔ ۲۰۲۵) ملقب به باربی شو، بازیگر، خواننده و مجری اهل تایوان بود. او به خاطر ایفای نقش در فیلم باغ شهاب سنگ (۲۰۰۱) شناخته‌ شد.

## زندگی شخصی
او از اواخر سال ۱۹۹۸ تا ۲۰۰۰ با خواننده اهل کره جنوبی، کو جون یوپ شروع به قرار گذاشتن کرد. آنها به دلیل «ممنوعیت قرار گذاشتن» آژانس کو از یکدیگر جدا شدند.
در ۱۶ نوامبر ۲۰۱۰، او با کارآفرین چینی وانگ شیائوفی در پکن ازدواج کرد. مراسم ازدواج آنها در ۲۲ مارس ۲۰۱۱ در جزیره هاینان برگزار شد. آنها دو فرزند داشتند: یک دختر به نام وانگ شی یوئه (زادهٔ ۲۴ آوریل ۲۰۱۴) و یک پسر به نام وانگ شی لین (زادهٔ ۱۴ مه ۲۰۱۶) در ۲۲ نوامبر ۲۰۲۱, شو و وانگ در میان ادعای خیانت و اختلافات سیاسی بر سر تایوان، طلاق خود را اعلام کردند.
پس از طلاق، شو و کو جون یوپ رابطهٔ خود را احیا کردند. این زوج در ۸ مارس ۲۰۲۲ ازدواج خود را اعلام کردند.

## درگذشت
در ۲۹ ژانویه ۲۰۲۵، باربی شو در تعطیلات سال نو چینی به ژاپن سفر کرد و به گفته خواهرش به آنفلوانزا مبتلا شد. او در ۲ فوریه در سن ۴۸سالگی در توکیو درگذشت. علت مرگ سینه‌پهلو ناشی از عوارض آنفلوانزا  بود.